# Trophée Salming
Le Trophée Salming est un trophée remis annuellement au meilleur défenseur de hockey sur glace du Championnat de Suède. Il est remis par l'association des journalistes de hockey sur glace. Il est nommé en l'honneur de Börje Salming.

## Palmarès
- 2008-2009 - Marcus Ragnarsson, Djurgården Hockey
- 2009-2010 - Magnus Johansson, Linköpings HC
- 2010-2011 - David Rundblad, Skellefteå AIK
- 2011-2012 - Mattias Ekholm, Brynäs IF
- 2012-2013 - Magnus Nygren, Färjestads BK
- 2013-2014 - Patrik Hersley, Leksands IF
- 2014-2015 - Tim Heed, Skellefteå AIK
- 2015-2016 - Niclas Burström, Skellefteå AIK
- 2016-2017 - Henrik Tömmernes, Frölunda HC
- 2017-2018 - Lawrence Pilut, HV71
- 2018-2019 - Erik Gustafsson, Luleå HF